# Reloj de arena

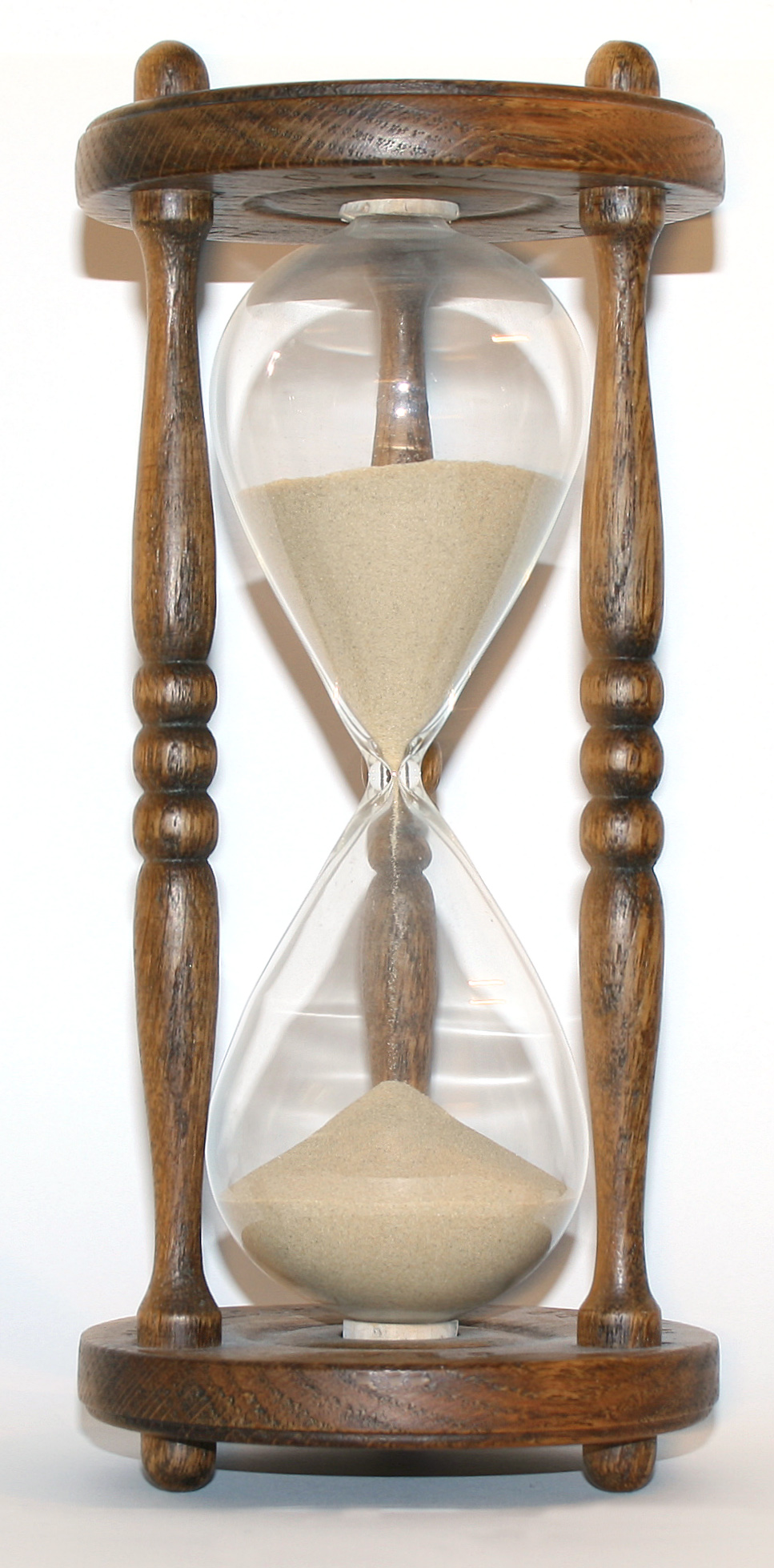
Reloj de arena en un soporte de tres patas.

Un reloj de arena o clepsamia es un instrumento mecánico que sirve para medir un determinado periodo de tiempo. Tiene dos receptáculos de vidrio conectados permitiendo un flujo regulado de material, normalmente arena fina, desde la parte superior a la parte inferior, hasta su completo vaciamiento. El funcionamiento solo requiere de la energía potencial de la gravedad.
Una vez que el contenedor superior está vacío, puede ser invertido para empezar a cronometrar de nuevo. Entre los factores que influyen en el tiempo medido se encuentran la cantidad y calidad de la arena, el tamaño de los contenedores y la anchura del cuello. Aunque las fuentes discrepan sobre el mejor material, las alternativas a la arena incluyen el polvo de mármol y la cáscara de huevo en polvo.
Dado que el periodo que mide es fijo, aunque con ligeras variaciones, es un dispositivo en desuso, sustituido por el reloj de pulsera para conocer la hora, y el cronómetro para medir el tiempo preciso transcurrido entre dos sucesos. En los tiempos modernos, los relojes de arena son ornamentales, o se utilizan cuando una medida aproximada es suficiente, como en los temporizadores para cocinar huevos o para juegos de mesa.

## Historia

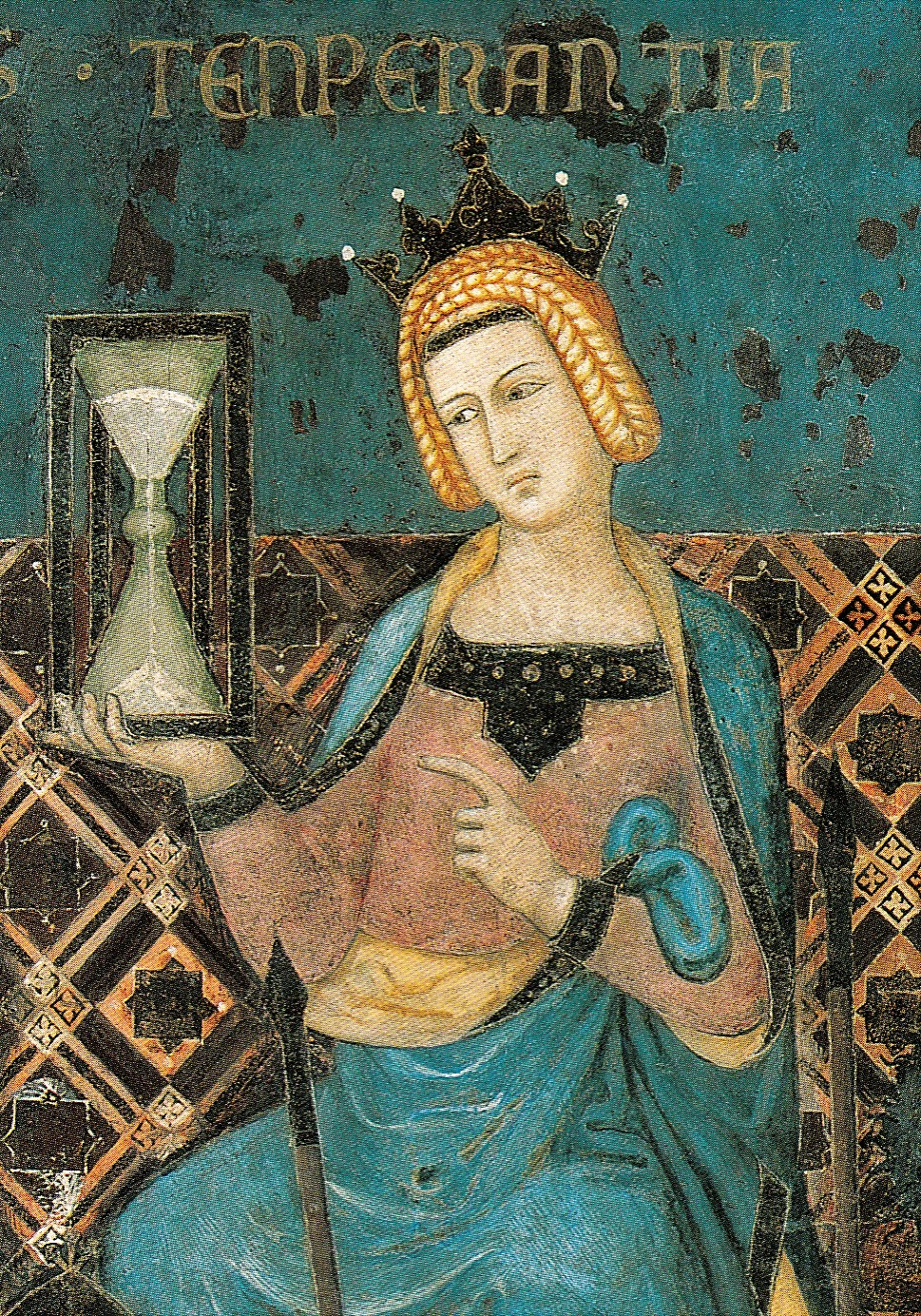
Templanza lleva un reloj de arena; Alegoría del Buen Gobierno, detalle de Lorenzetti, 1338.

El origen del reloj de arena no es claro, aunque puede haber sido introducido en Europa por un monje del siglo VIII llamado Liutprando, que sirvió en la catedral de Chartres, Francia. No fue sino hasta el siglo XIV que el reloj de arena se ve comúnmente, siendo la evidencia más antigua una representación de 1338 del fresco Alegoría del Buen Gobierno por Ambrogio Lorenzetti. A diferencia de su predecesor, la clepsidra o reloj de agua, se cree que el reloj de arena se originó en la Europa medieval. Esta teoría se basa en el hecho de que los primeros registros escritos de que eran en su mayoría de los cuadernos de bitácora de los barcos europeos. Los registros escritos de la misma época mencionan el reloj de arena, y que aparece en las listas de provisiones de a bordo. Un registro temprano es un recibo de venta de Thomas de Stetesham, secretario de la nave inglesa La George, en 1345:
El mismo Thomas representa haber pagado en Lescluse, en Flandes, doce vidrios horólogos ("pro xii. Orlogiis vitreis"), el precio de cada artículo 4½ bruto ', en libras esterlinas 9' de . , Por cuatro horólogos de la misma clase ("de eadem secta"), compró allí, el precio de cada cinco bruta ', por lo que en libras esterlinas 3' de . 4d."
Los relojes de arena eran muy populares en los buques, siendo la medición más fiable de tiempo en el mar. A diferencia de la clepsidra, el movimiento de la nave durante la navegación no afectaba al reloj de arena. El hecho de que el reloj de arena utiliza materiales granulares en lugar de líquidos condujo a mediciones más precisas, ya que la clepsidra era propensa a presentar condensación en su interior durante los cambios de temperatura. Los marinos encontraban que el reloj de arena era capaz de ayudarles a determinar la longitud, la distancia al este o al oeste a partir de cierto punto, con una precisión razonable.
El reloj de arena encontró popularidad también en tierra. A medida que se hizo más común el uso de relojes mecánicos para indicar los horarios de los eventos como los servicios religiosos, la creación de una necesidad de mantener la noción del tiempo aumentó la demanda de dispositivos de medición del tiempo. Los relojes de arena eran esencialmente de bajo costo, dado que no requieren de alguna tecnología sofisticada para su fabricación y sus contenidos no eran difíciles de conseguir, y, como la fabricación de estos instrumentos se hicieron más comunes, su uso se hicieron más práctico.
Los relojes de arena se usaban comúnmente en iglesias, hogares y lugares de trabajo para medir sermones, tiempos de cocción, y el tiempo invertido en las pausas de trabajo. Debido a que fueron siendo utilizados para tareas más cotidianas, el modelo del reloj de arena comenzó a disminuir. Los modelos más pequeños eran más prácticos y muy populares pero sobre todo más discretos.
Después de 1500, el reloj de arena dejó de estar tan generalizado. Esto fue debido al desarrollo del reloj mecánico, que se volvió más preciso, más pequeño y más barato, e hizo más fácil medir el tiempo. El reloj de arena, sin embargo, no desapareció por completo. Aunque se volvió relativamente menos útil con la tecnología avanzada de los relojes mecánicos, los relojes de arena siguieron existiendo debido a su diseño. Algunos de los relojes de arena más famosos son el reloj de arena de doce horas de Carlomagno de Francia y los relojes de arena de Enrique VIII de Inglaterra, realizados por el artista Holbein en el siglo XVI. El reloj de arena más antiguo conocido se encuentra en el Museo Británico de Londres.
No fue hasta el siglo XVIII que los hermanos Harrison, John y James, pusieron en funcionamiento el primer reloj marítimo de alta precisión que mejoró significativamente con la estabilidad del reloj de arena en el mar. Tomando elementos de la lógica de diseño detrás del reloj de arena, fueron capaces de crear un cronómetro marino capaz de medir con precisión el viaje desde Inglaterra a Jamaica, con un error de cálculo de sólo cinco segundos, en 1761.

## Diseño
No hay casi ninguna evidencia escrita de por qué la forma externa del reloj de arena es como es. Las bombillas de vidrio usadas, sin embargo, han cambiado de estilo y diseño a través del tiempo. Mientras que los principales diseños siempre han sido en forma de ampolla, las bombillas no siempre estaban conectadas. Los primeros relojes de arena consistían en dos bombillas separadas con un cable enrollado en su unión, el cual luego era recubierto de cera para mantener juntas ambas piezas y permitir el flujo de la arena en el medio. No fue sino hasta 1760 que ambas bombillas fueron sopladas juntas para mantener la humedad fuera de ellas y regular la presión dentro de la bombilla que variaba el flujo.

## Material
Mientras que algunos relojes de arena en realidad hicieron uso de arena como la mezcla granular para medir el tiempo, muchos no usaban arena en absoluto. El material utilizado en la mayoría de las bombillas consistía en una combinación de "polvo, óxidos de mármol, estaño/plomo, y cáscara de huevo quemada y pulverizada". Con el tiempo, las diferentes texturas de la materia granular fueron siendo testeadas para determinar cuáles proporcionaban el flujo más constante dentro de los bulbos. Más tarde se descubrió que para lograr el flujo perfecto, la proporción de gránulo a la anchura del cuello del bulbo debía ser 1:12 o más, pero no mayor que 1:2 en relación con el cuello de la bombilla.

## Usos prácticos

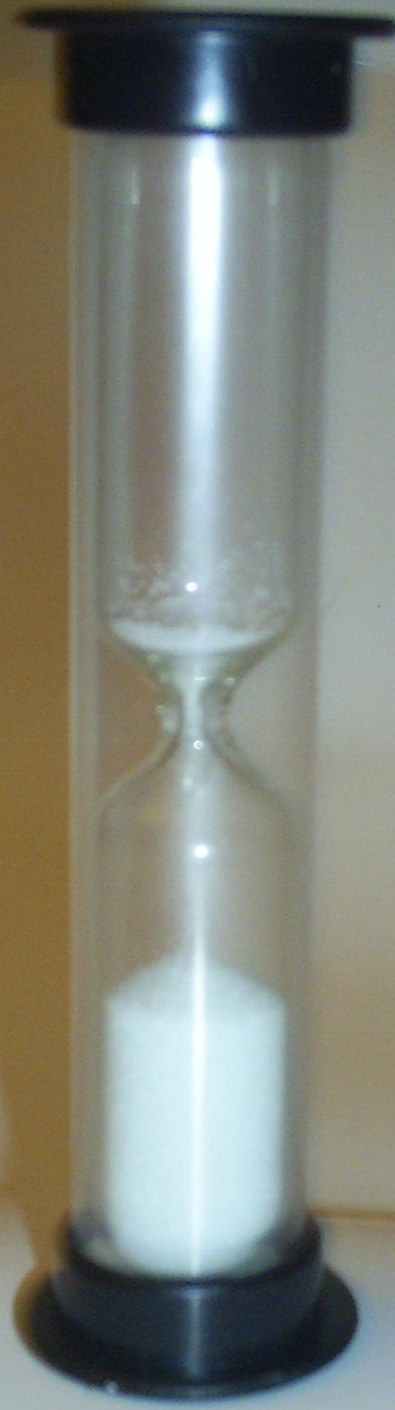
3 minutos reloj de arena.

Los relojes de arena eran un instrumento fiable, reutilizable y preciso. La velocidad de flujo de la arena es independiente de la profundidad en el depósito superior, y el instrumento no se congela si el tiempo es frío.
Desde el siglo XV en adelante, los relojes de arena se utilizan en toda una variedad de aplicaciones en el mar, en la iglesia, en la industria y en la cocina. Durante el viaje de Fernando de Magallanes alrededor del mundo, cada uno de sus barcos llevaba 18 relojes de arena. Uno de los pajes del barco se encargaba de dar la vuelta a cada reloj, para así proporcionar los tiempos para el diario de navegación. El tiempo de referencia para el barco era el mediodía, momento que no depende del reloj de arena porque el sol está en su cénit. A veces se emplea un marco para sostener varios relojes de arena, cada uno con una duración diferente, por ejemplo 1 hora, 45 minutos, 30 minutos, y 15 minutos.

### Usos prácticos modernos
Si bien ya no se usan de forma general para controlar el tiempo, algunas instituciones los siguen manteniendo. Por ejemplo, las dos cámaras del Parlamento de Australia utilizan tres relojes de arena para dividir el tiempo en ciertos procedimientos
El reloj de arena sigue siendo ampliamente utilizado en la cocina; para cocinar huevos, un contador de tiempo de tres minutos es típico.

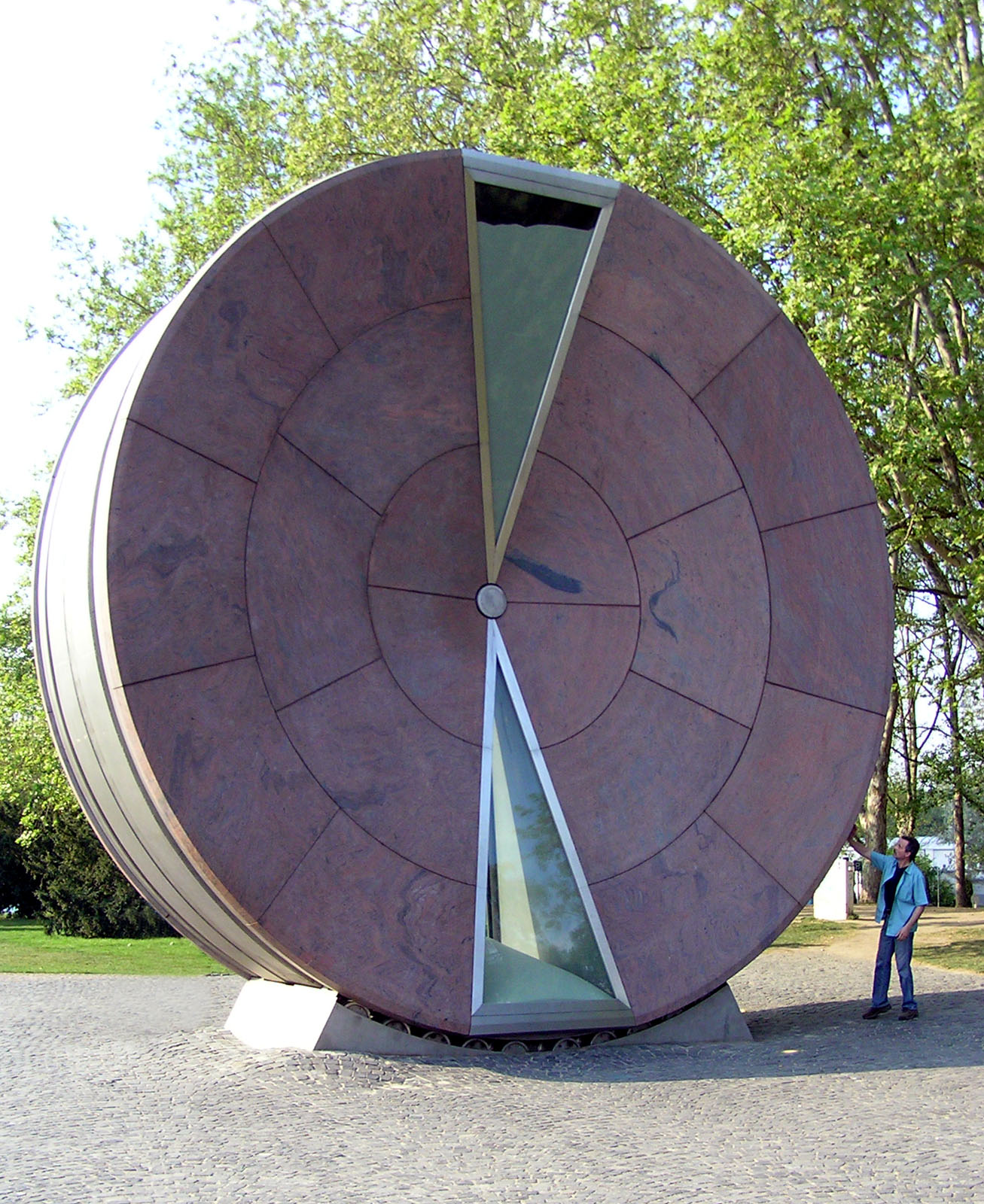
La rueda de tiempo en Budapest, Hungría.

El reloj de arena también se utiliza a veces en juegos como Pictionary y Boggle para aplicar una restricción de tiempo en las rondas de juego, y proporcionar un sentido de urgencia para el juego de Quicksand.

## Usos simbólicos

La bandera del pirata Christopher Moody, "Bloody Red", c. 1714.

A diferencia de la mayoría de los otros métodos de medir el tiempo, el reloj de arena representa concretamente el tiempo presente como algo que existe entre el pasado y futuro, y esto ha hecho que sea un símbolo perdurable del tiempo mismo.
El reloj de arena, a veces con la adición de alas metafóricas, se representa a menudo como símbolo de que la existencia humana es efímera, de que "han transcurrido ya las arenas de la vida". Fue utilizado por tanto, en las banderas piratas, para infundir miedo en los corazones de sus víctimas. En Inglaterra, se colocaban a veces relojes de arena dentro de los ataúdes, y han aparecido grabados en las lápidas desde hace siglos. El reloj de arena también fue utilizado en la alquimia como símbolo de las horas.
El First Metropolitan Borough de Greenwich en Londres utiliza un reloj de arena en su escudo de armas, simbolizando el papel de Greenwich como el origen de GMT. Sucesor del distrito, el Royal Borough de Greenwich utiliza dos relojes de arena en su escudo de armas.

### Usos simbólicos modernos
El reloj de arena como símbolo del tiempo ha sobrevivido a su obsolescencia como cronometrador. Por ejemplo, la telenovela estadounidense Days of our Lives, desde su primera emisión en 1965, ha mostrado un reloj de arena en sus créditos iniciales, acompañadas por las palabras «Al igual que la arena a través del reloj, así son los días de nuestras vidas», pronunciadas por Macdonald Carey.
En la interfaz gráfica de usuarios de los computadores es habitual que el puntero se convierta en un reloj de arena durante un período en que el programa se encuentra en medio de una tarea y no puede aceptar la entrada del usuario. Durante ese período, otros programas, por ejemplo, en diferentes ventanas, pueden trabajar normalmente. El que uno de tales relojes de arena no desaparezca sugiere que un programa se encuentra en un lazo infinito y debe terminarse, o está esperando una acción externa por parte del usuario (como por ejemplo la inserción de un CD). Unicode tiene un símbolo llamado RELOJ DE ARENA en U+231B(⌛).

## Motivo de reloj de arena

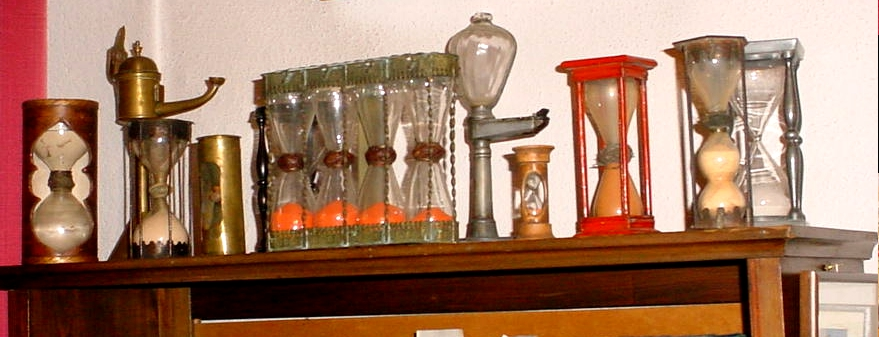
Antiguos relojes de arena.

Debido a su simetría, signos gráficos que se asemejan a un reloj de arena se ven en el arte de culturas donde nunca se encuentran tales objetos. Pares verticales de triángulos unidos por el vértice son comunes en el arte de los nativos americanos; tanto en América del Norte, donde puede representar, por ejemplo, el cuerpo de la Thunderbird o (en forma más alargada) un cuero cabelludo enemigo, y en América del Sur, donde se cree que representa un chuncho habitante de la selva. En textiles zulúes simbolizan un hombre casado, a diferencia de un par de triángulos unidos por la base, que simbolizan una mujer casada. Neolítico ejemplos se pueden ver entre las pinturas rupestres. Los observadores incluso han dado el nombre de "motivo de reloj de arena" a las formas que tienen simetría más complejo, como un círculo que se repite y el patrón de cruz de las Islas Salomón. Tanto los miembros del Proyecto Tic Toc, de la serie de televisión Time Tunnel y la Challengers of the Unknown símbolos de uso del hourglasse que representa ya sea viajar en el tiempo o el tiempo corriendo.